# Światłość świata (książka)
Światłość świata, niem. Licht der Welt – wywiad rzeka przeprowadzony przez niemieckiego dziennikarza i prozaika Petera Seewalda z papieżem Benedyktem XVI latem 2010 i w tym samym roku wydany zarówno w języku niemieckim jak i włoskim.

## Wywiad
Seewal odwiedzał papieża codziennie od 26 do 31 sierpnia w pałacu papieskim w Castel Gandolfo, rozmawiając z nim przez godzinę. Pierwszy raz w historii papież zezwolił na opublikowanie całego zapisu rozmowy bez uciekania się do wcześniejszego przeglądnięcia tekstu. Dziennikarz już dwukrotnie przeprowadzał wywiady z Benedyktem XVI, gdy ten był jeszcze kardynałem: w 1996 oraz w 2001. Już papież Jan Paweł II udzielił długiego wywiadu Vittorio Messoriemu, papież i dziennikarz nie rozmawiali jednak przy tej okazji ze sobą bezpośrednio. Benedykt XVI nie odmówił odpowiedzi na żadne z postawionych pytań. Światłość świata opublikowano jednocześnie po niemiecku i włosku 23 listopada 2010, we Włoszech w wydawnictwie Libreria Editrice Vaticana, zaś w Niemczech w wydawnictwie Herder. Książkę natychmiast przetłumaczono na 16 języków, zaś w grudniu 2011 istniało już 27 tłumaczeń, w tym arabskie. Po dwóch miesiącach od ukazania się sprzedano prawie milion kopii: 200000 w wersji niemieckiej, 80000 w wersji francuskiej i 100000 po angielsku. W Polsce książka ukazała się w tłumaczeniu Piotra Napiwodzkiego w krakowskim wydawnictwie Znak w 2011.

## Treść
Papież wypowiedział się na następujące tematy: sekularyzacja Europy Zachodniej, etyka seksualna, molestowanie nieletnich przez duchownych, zdjęcie ekskomuniki z biskupów lefebrystów, sposób odnalezienia się Kościoła w świecie współczesnym. Papież wspomniał m.in. pielgrzymki do Polski i ostatnie spotkanie z Janem Pawłem II.